# Сентелек
Сентеле́к (рос. Сентелек) — село у складі Чаришського району Алтайського краю, Росія.

## Населення
Населення — 840 осіб (2010; 981 у 2002).
Національний склад (станом на 2002 рік):
- росіяни — 96 %